# .mil
A .mil egy internetes legfelső szintű tartomány kód, melyet 1985 januárjában, az elsők között hoztak létre. A .mil kódot az Amerikai Egyesült Államok hadereje és annak szervezetei használják. Az Amerikai Egyesült Államok az egyetlen ország, mely haderejének külön tartománykódot tart fenn. Más országok általában második szintű tartománykódot hoznak létre erre a célra.